# Église Sainte-Aldegonde d'Écaussinnes-Lalaing
Pour les articles homonymes, voir Église Sainte-Aldegonde.
L'église Sainte-Aldegonde est une église gothique du début du XVIe siècle située à Écaussinnes-Lalaing, section de la commune d'Écaussinnes en Belgique dans la province de Hainaut. L'église est dédiée à sainte Aldegonde de Maubeuge.

## Histoire

Blason de Michel de Croÿ

Vers 1501, le seigneur de Lalaing Michel de Croÿ, commandite une nouvelle église plus vaste de style gothique ogival pour remplacer l'ancienne église de style romano-ogival et accueillir sa sépulture et celles de sa descendance.
Les travaux sont dirigés par le maître de carrière, architecte et bourgmestre Jacquemart Boulle, de 1501 aux environs de 1516. La marque du maître, une équerre gravée dans la pierre, se retrouvera dans de nombreux édifices civils et religieux du Hainaut.
La partie classée de l'édifice comprend le chœur, la nef centrale et un transept formant deux chapelles dédiées à saint Michel et à la Vierge Marie.
L'église abrite le mausolée de Michel de Croÿ, mais aussi la sépulture de la sœur du peintre Rubens et les mémoriaux de la famille seigneuriale van der Burch.
On peut y apercevoir l'Assomption, un tableau de Gaspard de Crayer, ou encore un orgue Cavaillé, unique en Hainaut, don d'Anna Boch.